# Weippe
Weippe és una població dels Estats Units a l'estat d'Idaho. Segons el cens del 2000 tenia 416 habitants.

## Demografia
Segons el cens del 2000, Weippe tenia 416 habitants, 161 habitatges, i 119 famílies. La densitat de població era de 391,8 habitants/km².
Dels 161 habitatges en un 36,6% hi vivien nens de menys de 18 anys, en un 56,5% hi vivien parelles casades, en un 12,4% dones solteres, i en un 25,5% no eren unitats familiars. En el 20,5% dels habitatges hi vivien persones soles el 10,6% de les quals corresponia a persones de 65 anys o més que vivien soles. El nombre mitjà de persones vivint en cada habitatge era de 2,58 i el nombre mitjà de persones que vivien en cada família era de 2,95.
Per edats la població es repartia de la següent manera: un 29,3% tenia menys de 18 anys, un 6,7% entre 18 i 24, un 22,1% entre 25 i 44, un 26,4% de 45 a 60 i un 15,4% 65 anys o més.
L'edat mediana era de 38 anys. Per cada 100 dones de 18 o més anys hi havia 90,9 homes.
La renda mediana per habitatge era de 26.442 $ i la renda mediana per família de 28.281 $. Els homes tenien una renda mediana de 30.694 $ mentre que les dones 17.500 $. La renda per capita de la població era de 13.175 $. Aproximadament el 16,8% de les famílies i el 24,8% de la població estaven per davall del llindar de pobresa.

## Poblacions més properes
El següent diagrama mostra les poblacions més properes.